# Feeling (Cho)
Feeling is een lied van het Nederlandse urbanartiest Cho. Het werd in 2022 als single uitgebracht.

## Achtergrond
Feeling is geschreven door Dylan Scott Sweeney, Giovanni Rustenberg en Sergio van Gonter en geproduceerd door Reverse. Het is een liefdeslied dat past in de genres nederhop, afrotrap en amapiano. In het lied vraagt Cho zich af waarom degene die met hem in een relatie zit hem leuk blijft vinden en hem niet verlaat. Dit omdat ze soms een lastige relatie hebben. Cho toont wel zijn blijdschap dat ze de relatie niet beëindigt.

## Hitnoteringen
Cho had bescheiden succes met het lied in Nederland. Het stond op de 89e plaats van de Single Top 100 in de enige week dat het in deze hitlijst te vinden was. De Top 40 en haar Tipparade werden niet bereikt.